# Fosa común de Agüero

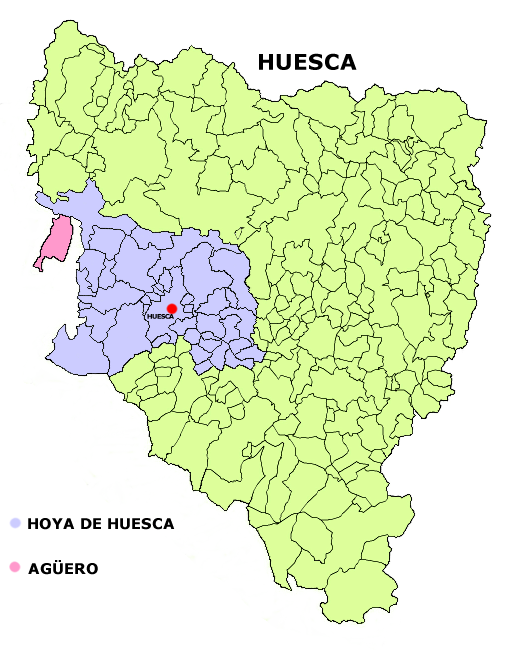
Localización de Agüero en la provincia de Huesca

La fosa común de Agüero se encuentra en la localidad española homónima, en la provincia de Huesca, la cual fue localizada el 7 de julio de 2007 y exhumada durante ese año. Albergaba los restos de doce asesinados el día 18 de septiembre de 1936 por parte del bando sublevado durante la Guerra Civil Española. El arqueólogo responsable de la excavación fue Javier Navarro Chueca.

## Enterrados
La fosa común contenía los restos de doce vecinos de Murillo de Gállego, entre los  que se incluía a su alcalde José Moncayola Cortés del partido Frente Popular y afiliado a la UGT, un concejal de la localidad, dos funcionarios municipales y varios campesinos. No se llevó a cabo la identificación de los cadáveres por volutand de los familiares y se enterraron en un espacio del cementerio reservado por el ayuntamiento del pueblo en septiembre de ese año.

## Acontecimientos históricos
Al estallar la Guerra Civil, la parte occidental de la provincia Huesca quedó en manos del bando nacional, el cual inició su propia represión política.
En la madrugada del 18 de septiembre de 1936, al inicio de la guerra, un camión con falangistas de la zona de Ejea de los Caballeros entró en Murillo de Gállego y se llevó a doce hombres. Según testigos, dijeron que se les llevaba a declarar a Zuera, pero en realidad el camión paró a pocos kilómetros en un campo cerca de Agüero, donde se les dio muerte. Los fusilados fueron enterrados allí mismo, en tres fosas diferentes.
El asesinato de los doce vecinos de Murillo fue una de las tantas sacas realizadas durante todo el conflicto armado por ambas partes. El mismo día otras seis personas de la localidad fueron fusiladas cerca de Ayerbe.

## La excavación
La búsqueda de los fusilados se inició en el otoño del 2006 a iniciativa de sus familiares, quienes sabían el lugar aproximado donde se hallaban las fosas. El Gobierno de Aragón les puso en contacto con la Asociación Pozos de Caudé y con la Fundación Bernardo Aladrén, la cual se ofreció a financiar los trabajos.
En los pueblos del entorno de los Mallos de Riglos hay varias fosas de la Guerra Civil. Algunas son bastante conocidas, como la Cantera de Torreiro, a un paso del embalse de la Peña, donde podría haber sepultadas unas veinte personas. Otras ubicaciones son en las inmediaciones de Ayerbe y el pueblo de Santa María. Sin embargo, se desconoce el punto exacto en que se encuentran algunas más.
Algunas zanjas ya han sido excavadas. En los años 80, por ejemplo, se extrajeron varios esqueletos enterrados también en un campo próximo a Agüero. Y en los 50 fueron exhumados los restos de soldados y civiles que aparecieron en un terraplén de la antigua carretera de acceso a Murillo.
Berta Cucalón, nieta del alcalde de Murillo de Gállego y portavoz de los familiares, afirmó: "Tenemos la obligación moral de dar una sepultura digna a nuestros antepasados. Solo nos mueve el deseo de que por fin se haga justicia con unas personas que representaban la legalidad republicana en el momento de su trágica muerte".